# Gnathophis heterognathos
Gnathophis heterognathos is een straalvinnige vissensoort uit de familie van zeepalingen (Congridae). De wetenschappelijke naam van de soort is voor het eerst geldig gepubliceerd in 1858 door Bleeker.